# برتراند رامچاران
برتراند رامچاران (انگلیسی: Bertrand Ramcharan) از کشور گویان سرپرست کمیساریای عالی حقوق بشر سازمان ملل متحد در سال (۲۰۰۴–۲۰۰۳) بود. وی اکنون استاد حقوق بین‌الملل دانشگاه لوند سوئد است. دکتر رامچاران اولین کرسی دوره فارغ‌التحصیلی حقوق بشر از مؤسسه عالی ژنو را بر عهده داشت.

## پیشینه
مجمع عمومی سازمان ملل متحد در ۲۵ فوریه ۲۰۰۴ انتصاب لوییز آربور از کانادا را به عنوان جدیدترین کمیسر عالی حقوق بشر سازمان ملل تصویب کرد. آربور دادستان دادگاه‌های کیفری بین‌المللی سازمان ملل برای جمهوری فدرال سوسیالیستی یوگسلاوی و روآندا بود. دوره کار چهار ساله او در مقام کمیسر عالی، اول ژوئیه، به دنبال بازنشستگی وی از دیوان عالی کانادا در ژوئن شروع می‌شد. سر جیو ویرا دی ملو (از برزیل)، کمیسر عالی پیشین در حمله ۱۹ اوت ۲۰۰۳ به مقر سازمان ملل در بغداد کشته شد که در آنجا به عنوان رئیس هیئت سازمان ملل خدمت می‌کرد. در فاصله مرگ دی ملو و انتصاب آربور، برتراند رامچاران (از گویان) به عنوان کفیل کمیسر عالی خدمت کرد. وی مدیر بخش آفریقای یک اداره امور سیاسی، و رئیس سرویس نوشتن سخنرانی دبیرکل سازمان ملل متحد بوده‌است. او به عنوان استاد کمکی در دانشگاه کلمبیا و در مؤسسه تحصیلات تکمیلی مطالعات بین‌المللی ژنو (HEI) تدریس کرده‌است. برتراند نویسنده کتاب‌های متعددی در زمینه حقوق بین‌الملل، حقوق بشر و سازمان ملل متحد است.
برتراند جی رامچاران از سال ۲۰۱۱ تا ۲۰۱۵ رئیس اطلاعات «یو پی آر» یک سازمان غیردولتی بود که برای ترویج و تقویت مجله دوره‌ای جهانی اقدام می‌کند. او همچنین معاون سابق دانشگاه گویان، استاد ارشد مؤسسه مطالعات بین‌المللی رالف بانچ بود. وی اکنون استاد حقوق بین‌الملل دانشگاه لوند سوئد است. دکتر رامچاران اولین کرسی دوره فارغ‌التحصیلی حقوق بشر از مؤسسه عالی ژنو را بر عهده داشت. وی لیسانس خود را از دانشگاه لینکلن این گرفت و موفق به کسب درجه دکترا از دانشگاه اقتصاد لندن شد.

## فعالیت‌ها و مناصب
رامچاران در ۳۲ سالگی در دبیرخانه سازمان ملل متحد کار می‌کرد. او در مقام معاون و سپس کفیل کمیسر عالی حقوق بشر به جای لوییز آربور شد. در سطح معاون دبیرکل، که قبلاً بر عهده مری رابینسون، رئیس‌جمهور سابق ایرلند بود کار کرد. وی قبل از این که کفالت کمیساریای عالی پناهندگان ملل متحد را عهده‌دار شود، مدیر صلحبانان بین‌المللی در یوگسلاوی سابق همچنین مدیر بخش آفریقا و رئیس دفتر سخنرانی دبیرکل سازمان ملل متحد بوده‌است. او همچنین استاد ادبیات در دانشگاه کلمبیا بود و در دانشگاه ژنو نیز تدریس می‌کرد. دکتر رامچاران نویسنده کتاب‌های متعددی در مورد حقوق بین‌الملل، حقوق بشر و سازمان ملل است.
مقاله سال ۲۰۱۰ وی «مفهوم حفاظت از شورای حقوق بشر سازمان ملل متحد» در «حقوق بین‌الملل و حقوق بشر»، «مانوج کومار» از انتشارات ماناک دهلی نو، ۲۰۱۰ منتشر شد.

## شخصی
دکتر رامچاران دارای همسر و یک فرزند است.